# 주케로 포나치아리

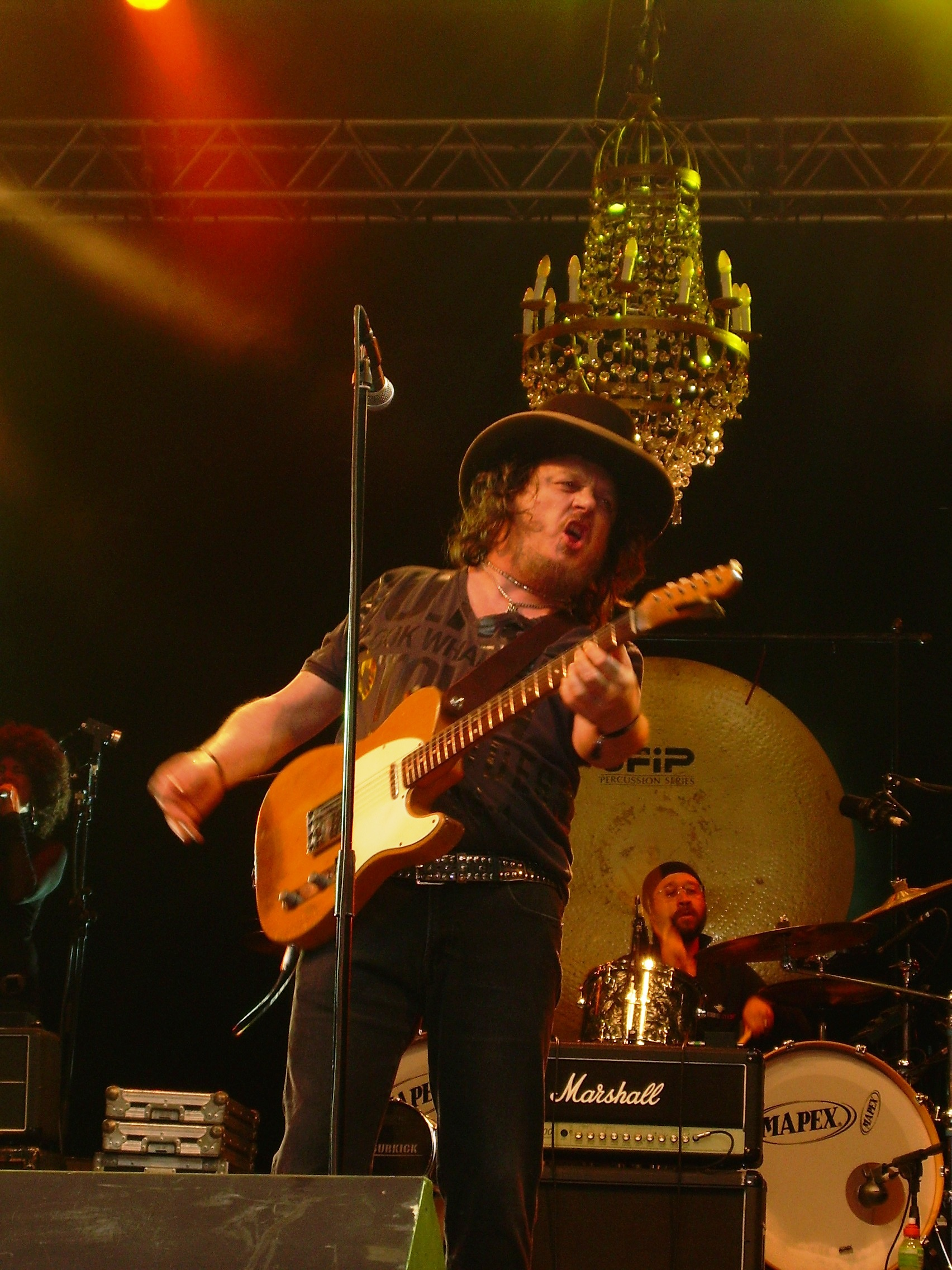
2007년 덴마크에서의 공연 모습

주케로 포나치아리(Zucchero Fornaciari, 본명: Adelmo Fornaciari, 1955년 9월 25일 ~ )는 이탈리아의 싱어송라이터이자 음악가다. "주케로"는 이탈리아어로 설탕을 의미하며 그의 초등학교 교사가 그를 그렇게 부른 것에서 유래한다.
그의 음악은 복음성가, 소울 음악, 블루스, 록 음악에 크게 영향을 받았으며 이탈리아의 발라드와 더 리듬이 있는 R&B 부기 계열 사이를 넘나든다. 이탈리아의 큰 무대로 블루스를 선보이면서 이탈리아 블루스의 아버지라는 별칭을 얻었다. 국제적인 큰 성공을 거둔 몇 안 되는 유럽의 블루스 아티스트들 가운데 한 명이다.

## 디스코그래피
| 스튜디오 앨범 - Un po' di Zucchero (1983) - Zucchero & The Randy Jackson Band (1985) - Rispetto (1986) - Blue's (1987) - Oro Incenso & Birra (1989) - Miserere (1992) - Spirito DiVino (1995) - Bluesugar (1998) - Shake (2001) - Fly (2006) - Chocabeck (2010) - La Sesion Cubana (2012) - Black Cat (2016) - D.O.C. (2019) | 컴필레이션 앨범 - The Best of Zucchero Sugar Fornaciari's Greatest Hits (1996) - Zu & Co. (2004) - All the Best (2007) - Wanted (The Best Collection) (2017) |